# Crestone
Crestone es un pueblo ubicado en el condado de Saguache en el estado estadounidense de Colorado. En el año 2000 tenía una población de 73 habitantes y una densidad poblacional de 104,3 personas por km².

## Geografía
Crestone se encuentra ubicada en las coordenadas 37°59′45″N 105°41′59″O / 37.99583, -105.69972.

## Demografía
Según la Oficina del Censo en 2000 los ingresos medios por hogar en la localidad eran de $31.250, y los ingresos medios por familia eran $40.000. Los hombres tenían unos ingresos medios de $22.813 frente a los $27.917 para las mujeres. La renta per cápita para la localidad era de $22.291. Alrededor del 19,7% de la población estaba por debajo del umbral de pobreza.